# Louise Weissgebouw

Het Louise Weissgebouw in Straatsburg

Het Louise Weissgebouw (of Immeuble du Parlement européen nº 4 (IPE 4)) is sinds 1999 de zetel van het Europees Parlement in het Franse Straatsburg in de wijk Wacken buiten het historische centrum (tot 1999 zetelde het Europees Parlement tijdens de maandelijkse plenaire zitting in Straatsburg in het Palais de l'Europe). 
Het gebouw biedt onder andere onderdak aan de plenaire vergaderzaal met tolkcabines en aan kantoren van europarlementsleden. Het gebouw werd op 14 december 1999 ingewijd door de voorzitter van het Europees Parlement Nicole Fontaine, in aanwezigheid van Frans president Jacques Chirac.  Het 72 meter hoge gebouw heeft 17 bovengrondse en 3 ondergrondse verdiepingen met  220 000 vierkante meter kantoorruimte op een terrein van 4,5 hectare.  Het gebouw werd vernoemd naar Louise Weiss, Europees voorvechtster en het oudste verkozen parlementslid bij de eerste Europese verkiezingen in 1979. 
In het Louise Weissgebouw bevindt zich ook het bezoekerscentrum Parlementarium Simone Veil.
Aan de overkant van de rivier de Ill (verbonden met een glazen loopbrug) liggen  het Winston Churchillgebouw, het Pierre Pflimlingebouw, het Salvador de Madariagagebouw en het Vaclav Havelgebouw.
In Brussel houdt het Europees Parlement het voorbereidend werk in de Leopoldruimte.

## Afbeeldingen

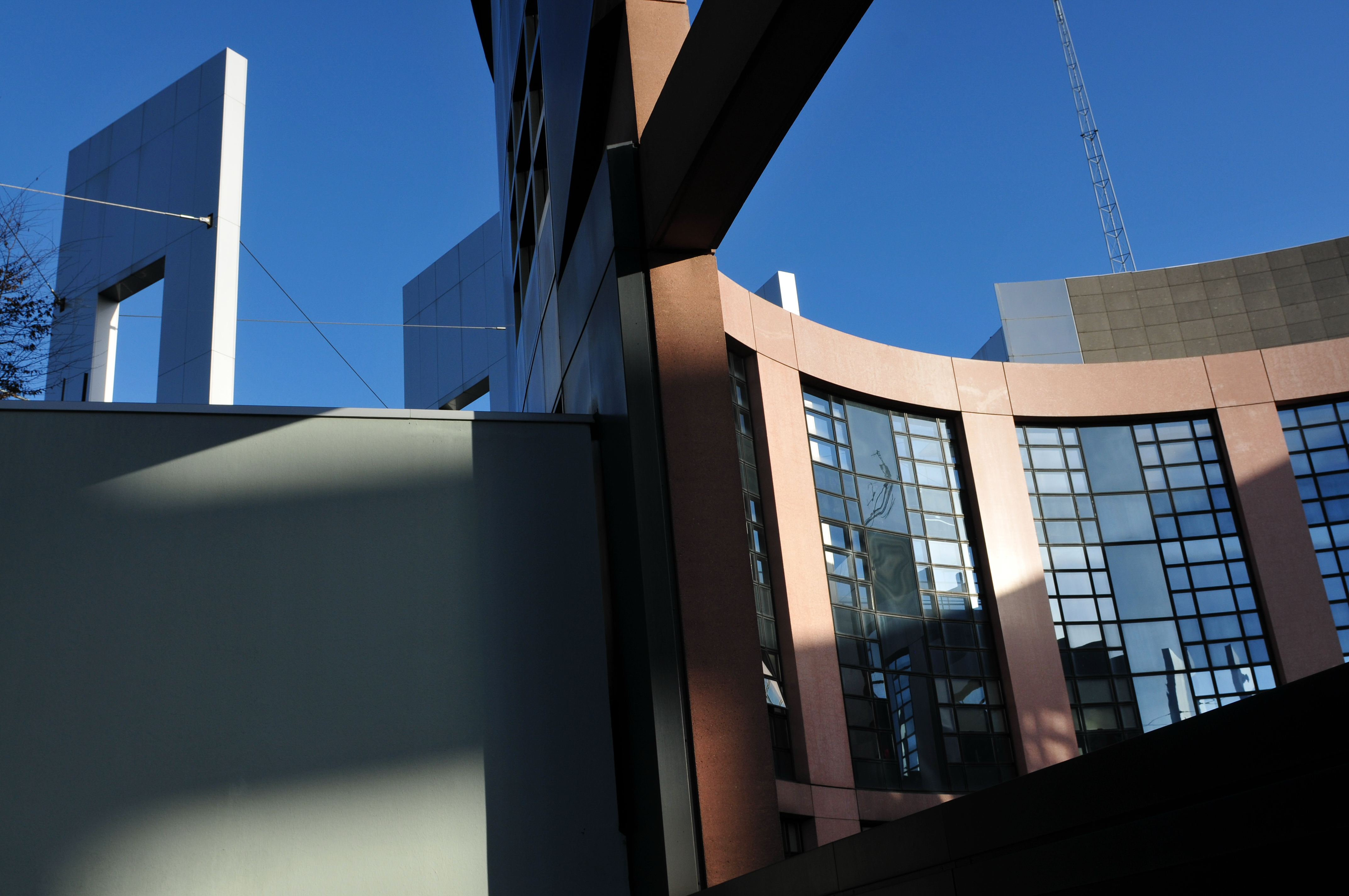
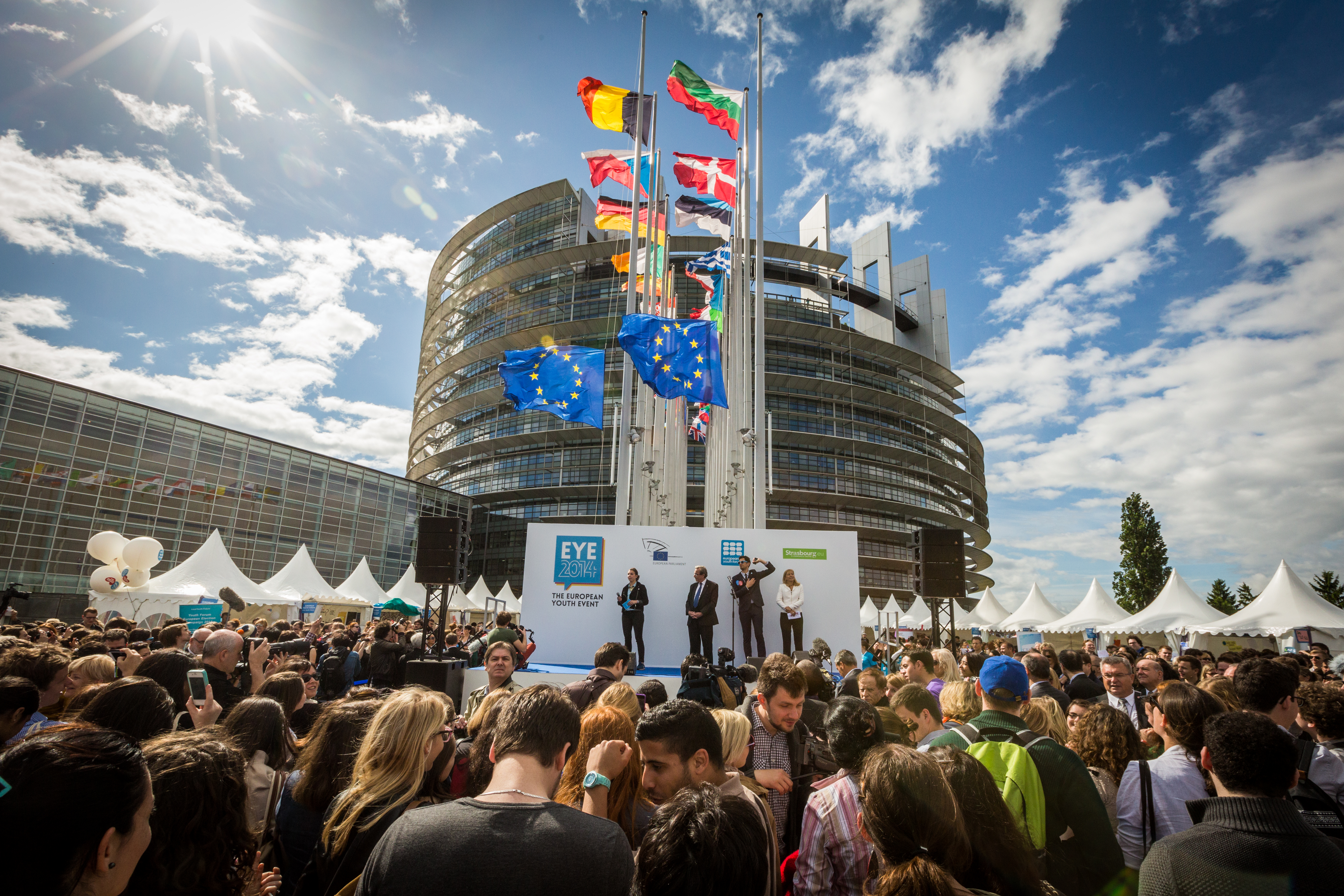
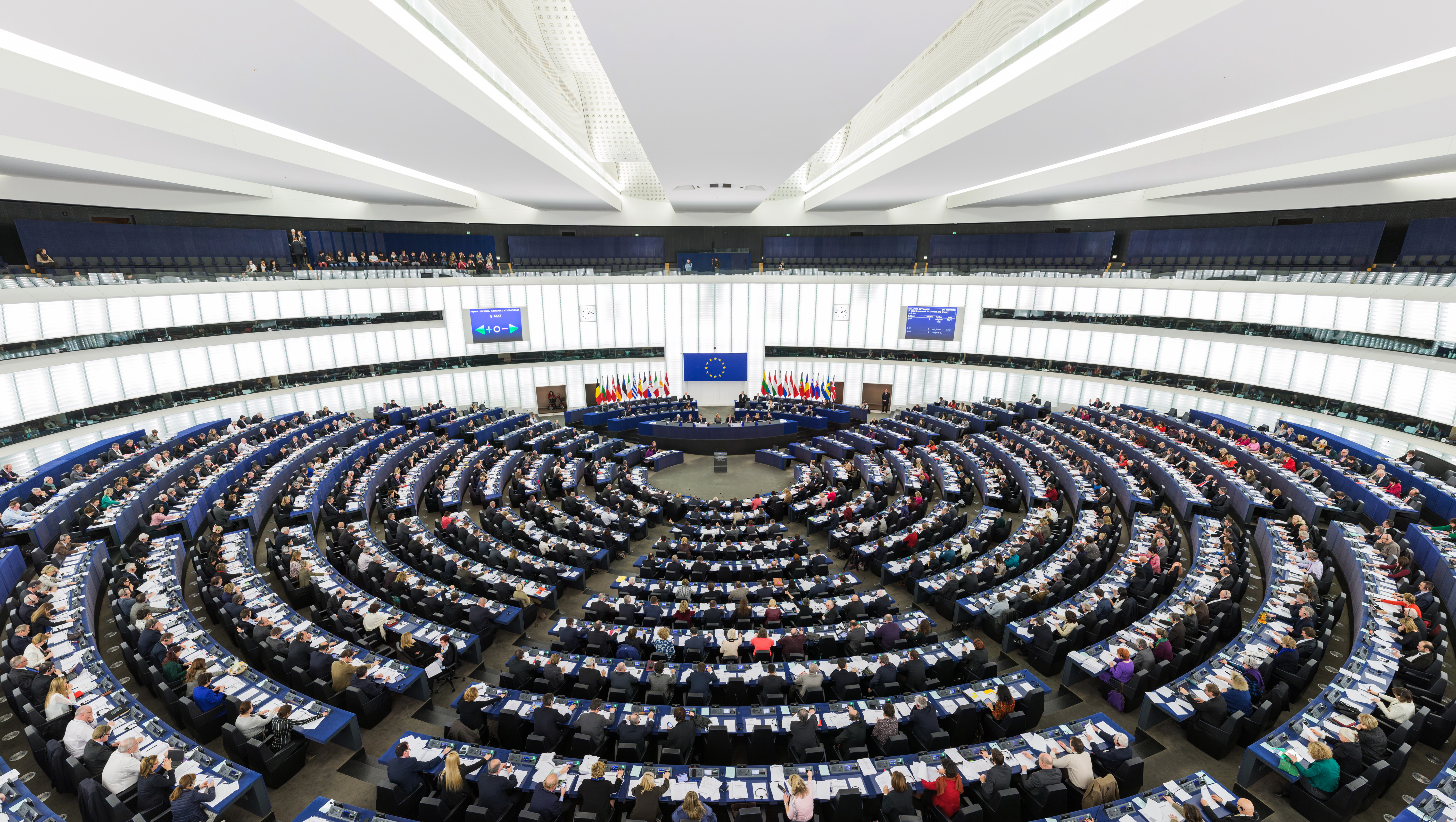
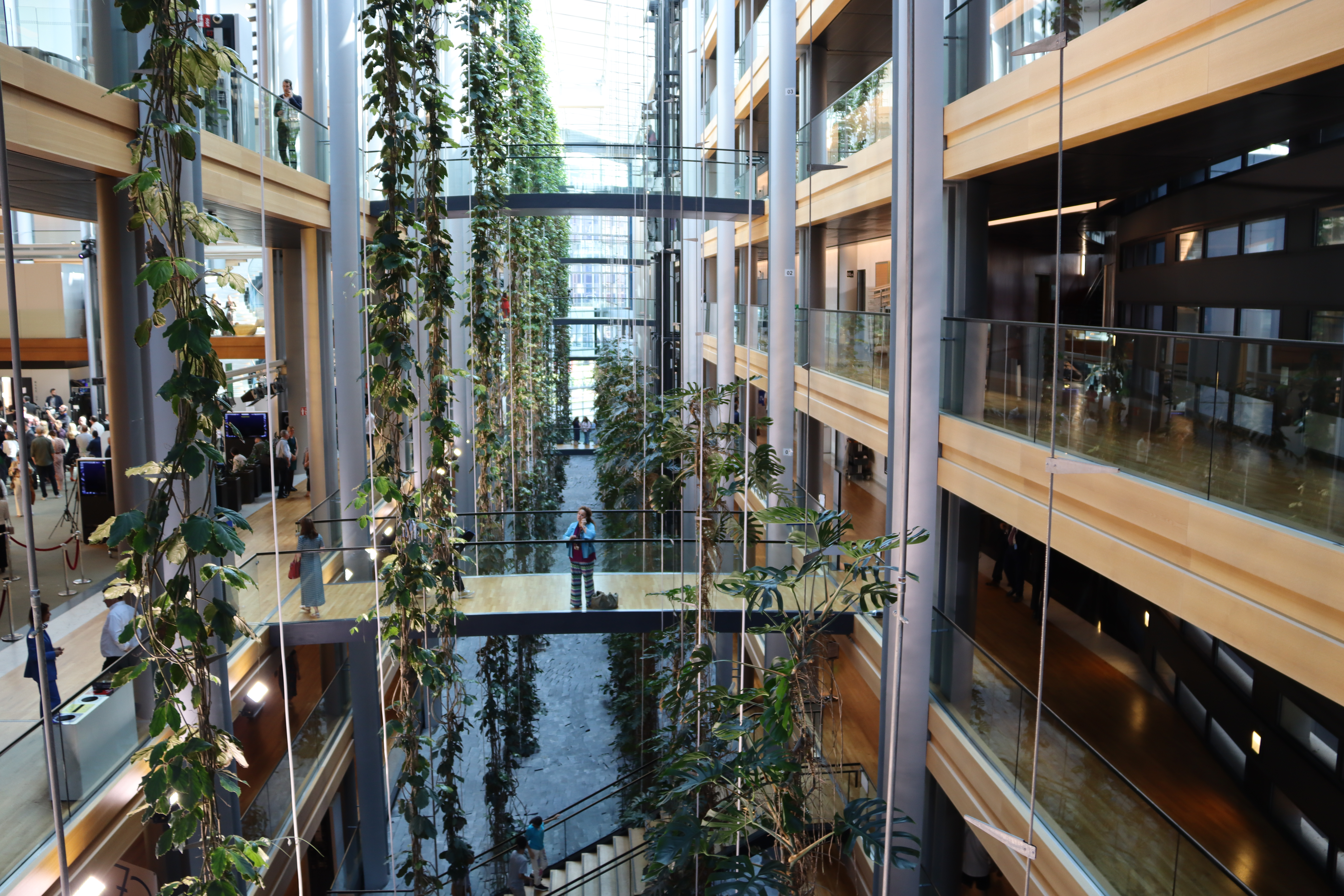